# Werder Hannover
Werder Hannover (offiziell: Ballspielverein „Werder“ von 1910 e. V. Hannover) ist ein Sportverein aus Hannover-Vinnhorst. Die erste Fußballmannschaft spielte zwischen 1950 und 1956 in der höchsten niedersächsischen Amateurliga.

## Geschichte
Im Jahre 1909 gründeten einige bürgerliche Schüler den SV Welf Hannover, dessen Vereinsname sich vom Adelsgeschlecht der Welfen ableitete. Ein Jahr später wurde daraus der heutige BV Werder Hannover. Mit der Umbenennung wollte man die Leistungen des Vereins Werder Bremen anerkennen, gleichzeitig sollte der Name an den preußischen General Hans von Werder erinnern, der sich im Deutsch-Französischen Krieg einen Namen gemacht hatte. Im Jahre 1922 stieg Werder in die damals erstklassige Südkreisliga auf und erreichte Positionen im Mittelfeld. Wegen ihrer offensiven Spielweise wurde die Mannschaft oft als die „schwarzen Husaren“ bezeichnet. 1928 erreicht die Mannschaft mit dem dritten Platz ihren Höhepunkt. Ein Jahr später musste der Verein seine Heimat an der Callinstraße verlassen, woraufhin der Verein Fusionsverhandlungen mit Rot-Weiß bzw. Eintracht Hannover führte, die jedoch beide scheiterten.
1947 gehörte Werder zu den Gründungsmitgliedern der Landesliga Hannover, aus der man in der ersten Saison absteigen musste. Im Jahre 1950 wurde die Mannschaft Meister der Amateurliga 3 und schaffte danach den Aufstieg in die ihrerzeit zweitklassige Amateuroberliga Niedersachsen-West. Nach einer starken Saison, die die Mannschaft auf den dritten Platz beendete, musste Werder in die Oststaffel wechseln. Hier tat sich die Mannschaft schwerer und schaffte 1952 den Klassenerhalt erst nach einem 4:0-Sieg im Entscheidungsspiel gegen Rot-Weiß Braunschweig. Zur folgenden Spielzeit 1952/53 übernahm der aus der DDR geflohene Herzog das Traineramt. Zum Auftakt besiegte Werder den Oberligaabsteiger Eintracht Braunschweig mit 1:0 und spielte bis zum Frühjahr um einen Spitzenrang. Am Saisonende rutschte die Mannschaft auf Rang vier zurück. Das hohe Niveau konnte jedoch nicht gehalten werden, so dass Werder 1956 in die Amateurliga absteigen musste. Aus dieser stieg man drei Jahre später ab und spielte seit Mitte der 1970er Jahre in der Kreisklasse. Nachdem man zwischenzeitlich in die Bezirksliga zurückkehren konnte, folgte im Jahre 2008 der Abstieg in die Kreisliga Hannover-Stadt, wo Werder noch heute spielt. 

## Persönlichkeiten
- Gerald Asamoah, wurde deutschen Nationalspieler
- Uwe Kemmling, Schiedsrichter in der Bundesliga
- Roman Wójcicki, zuvor polnischer Nationalspieler, war Trainer bei Werder